# Horsens OK
Horsens Orienteringsklub (Horsens OK) er en dansk orienteringsklub, der har hjemsted i Horsens.
Klubben er medlem af Dansk Orienterings-Forbund (DOF), der er tilsluttet Danmarks Idrætsforbund (DIF). Klubben løber i første division i orienteringsligaen, hvor den tre gange har vundet sølv ved Danmarksmesterskabet (DM) for hold. Tre af klubbens medlemmer har vundet VM-titler: Troels Nielsen vandt i 1995 Junior-VM i orienteringsløb. Camilla Søgaard vandt VM i Mountainbike-orientering i 2018, 2021, 2022 og 2024 og Rasmus Søgaard vandt i 2017 også VM i Mountainbike-orientering. Med sine 270 medlemmer er Horsens OK Danmarks fjerde største orienteringsklub (1. april 2021).

## Historie

### Stiftelse
I 1951 arrangerede Horsens FS atletikafdeling de første orienteringsløb i Horsens-området. Men ca. 10 år senere blev atletikafdelingen nedlagt. Nogle af de tidligere medlemmer af Horsens FS indrykkede i 1969 annonce i Horsens Folkeblad, hvor de indbød til orienteringsløb i Stensballe, Ølsted og Bjerre skov. Fremmødet til de løb gjorde det muligt kort efter at indkalde til stiftende generalforsamling. 
Horsens OK blev stiftet på Rytterkroen den 26. januar 1970. Klubbens første formand var Jørn Juel. Inden for de første fem år fik Horsens OK mere end 250 medlemmer, og klubben har siden haft 2-300 medlemmer.

### Klubhus
Horsens OK har siden 1973 holdt til i Åbjerg Skov, hvor klubben i december 1973 fik lov til at overtage et gammelt restauratørsted ved Bygholm Sø.

### Priser
Horsens OK har modtaget flere priser for en bred vifte af aktiviteter. I 2011 fik Horsens OK Horsens Kommunes "Sundhedspris" for klubbens arbejde med skoleorientering og klubbens arbejde med permanente orienteringsbaner i byen.
I 2014 fik Mads Mikkelsen DIF's "Du gør en forskel"-pris for hans arbejde som ungdomsformand i Horsens OK.
I 2024 fik Horsens OK Horsens Kommunes "Bevæg dig for livet-pris 2023" for klubbens arbejde med at søsætte to nye hold, hvor der er fokus på at understøtte overgangen fra "interesseret" til aktivt medlem: For de yngste børn og deres forældre henholdsvis for nye voksne medlemmer. Horsens OK blev ligeledes i 2024 kåret til ’Årets klub 2023’ af Dansk Orienterings-Forbund.

### Arrangørrolle
Horsens OK har stået for nogle af de største løb inden for orienteringssporten. Klubben har således arrangeret junior-VM, nordiske mesterskaber, en stribe danske mesterskaber og Påskeløbene. 
I 1975 arrangerede klubben Det Nordiske Orienteringsmesterskab i Tinnet Krat og Vrads. Ud af de 250 medlemmer bidrog 147 som officials.
I 1981, 1987, 2003 og 2103 stod klubben for at arrangere Påskeløb, der er Danmarks største etape-orienteringsløb, der afvikles over tre dage med forskellige discipliner og deltagelse af op til 2.000 danske og udenlandske orienteringsløbere.
I 1995 arrangerede Horsens OK Junior-VM i orientering i Danmark, og ved Verdensmesterskabet i orientering (VM) i Danmark (2006) var Horsens OK arrangør sammen med seks andre orienteringsklubber: OK Pan Aarhus, Silkeborg OK, Mariager Fjord OK, Viborg OK, Herning OK og St. Binderup OK.
Horsens OK har gennem årene været arrangør af DM i alle discipliner inden for orienteringsløb bortset fra DM Ultralang og DM-nat.
- DM Stafet: I Palsgård ved Juelsminde (1979 og 1997), i Vrads (1991) og i St. Hjøllund Nord (2015)
- DM Sprintstafet i Horsens midtby (2017)
- DM Lang i Vrads (1983) og i Mattrup Skov (2001)
- DM Klassisk i Tinnet (1991) og i Velling Snabegård ved Bryrup (1997)
- DM Mellem på Sukkertoppen ved Voervadsbro (2010)

Herudover har klubben stået for Åben Nordisk – Baltisk Døve Orienteringsmesterskab (2007) og DM Sprint-MTBO i Grenaa by (2021).
Siden 2003 har Horsens OK sammen med løbeklubben Atletica Horsens været arrangør af ’Beringsstafetten’, der med ca. 4.000 deltagere er et af de største endags idrætsarrangementer i Horsens.  

## Resultater

### Orienteringsligaen (DM for klubhold)
Horsens OK ligger i 1. division i orienteringsligaen, hvor klubben i perioden 2017-2023 har kvalificeret sig til finalen fire gange og har vundet fire medaljer. Horsens OK har vundet sølv ved DM for klubhold i 2017, 2019 og 2023 og bronze i 2021.

### Notable orienteringsløbere
Gennem årene har klubbens løbere vundet mere end 30 danske mesterskaber, og 21 af klubbens medlemmer har været udtaget til det danske orienteringslandshold.
Mest fremtrædende er at Troels Nielsen i 1995 vandt guld ved Junior-VM i orienteringsløb sammen med Jesper Damgaard og Mads Ingvardsen.
Allan Thesbjerg vandt i 2009 bronze i orienteringsløb ved den internationale døve-olympiade i Taiwan. Han har samlet set deltaget i Døve-OL fem gange.

### Notable MTBO-ryttere
Tvillingerne Camilla Søgaard og Rasmus Søgaard der dyrker MTB-Orientering for Horsens OK, har begge vundet guld ved både DM, EM og VM. Camilla Søgaard er femdobbelt verdensmester og har vundet titler ved VM i 2018 i Zwettl (Massestart), i Kuortane i 2021 (Lang og Stafet), i Falun i 2022 (Massestart) og i Shumen i 2024 (Stafet). Rasmus Søgaard vandt VM i 2017 i Vilnius (Lang).